# 敦品中學
敦品中學為一間位於臺灣桃園市桃園區的矯正學校，成立於2021年8月1日，隸屬法務部矯正署。該校的設立使一時迷途之少年得以繼續求學，獲得正規教育的機會，乃為教育刑的理念之具體貫徹。
「敦品中學」與「勵志中學」兩所國家少年矯正學校同時於民國110年（西元2021年）年8月1日改制成立。

## 沿革
- 1956年：4月1日於臺灣省立新竹少年監獄成立臺灣省立臨時少年感化院，10月1日更名為臺灣省立臺北少年感化院。
- 1957年：7月遷址至臺北縣鶯歌鎮二橋里橋子頭甲種國民兵訓練營房為院址
- 1958年：4月再遷址至桃園縣桃園鎮林投店甲種國民兵訓練營房為院址，7月再更名為臺灣省立桃園少年感化院。
- 1959年：3月更名為臺灣省立桃園少年輔育院。
- 1981年：7月1日改隸法務部，定名為臺灣桃園少年輔育院。
- 2011年：1月1日改隸法務部矯正署，定名為法務部矯正署桃園少年輔育院。
- 2019年：因應法務部矯正署少年輔育院改制矯正學校計畫，7月31日奉令改隸為法務部矯正署誠正中學桃園分校。
- 2021年：8月1日正式改制為獨立之矯正學校，更名為敦品中學。[3]

## 組織
- 校長
  - 副校長
    - 秘書

業務單位
- 教務處[4]

1.關於學生之註冊、編級及課程之編排事項。
2.關於教學實施及職業技能訓練及才藝訓練計畫之擬訂事項。
3.關於學生課業成績及技能訓練成績之考核事項。
4.關於學生閱讀書刊之審核事項。
5.關於院內出版書刊之設計及編印事項。
6.關於資訊業務事項。
7.關於其他教務事項。
- 學務處[5]

1.關於訓育實施計畫之擬訂事項。
2.關於學生生活之指導及管理事項。
3.關於學生思想行為之指導及考查事項。
4.關於學生之指紋及照相事項。
5.關於學生個案資料之調查、蒐集及考查事項。
6.關於學生體育訓練事項。
7.關於學生課外康樂活動事項。
8.關於學生紀律及獎懲事項。
9.關於學生家庭訪問及社會聯繫事項。
10.關於戒護勤務分配及執行事項。
11.關於學生出院升學、就業指導及通訊連繫事項。
- 輔導處
- 總務處[6]

1.關於文件收發、撰擬及保管事項。
2.關於印信典守事項。
3.關於經費出納事項。
4.關於房屋建築及修繕事項。
5.關於物品採購、分配及保管事項。
6.關於習藝器藝、材料之購置及保管事項。
7.關於學生入院、出院之登記事項。
8.關於學生死亡及遺留物品處理事項。
9.其他不屬於各組事項。
- 警衛隊
- 人事室[7]

1.關於本機關有關人事規章之擬訂事項。
2.關於本機關職員送請銓敘案件之查催及擬議事項。
3.關於本機關職員考勤之紀錄及訓練之籌辦事項。
4.關於本機關職員考績考成之籌辦事項。
5.關於本機關職員撫卹之簽擬及福利之規劃事項。
6.關於本機關職員任免、遷調、獎懲及其他人事之登記事項。
7.關於本機關職員等級之簽擬事項。
8.關於本機關需用人員依法舉行考試之建議事項。
9.關於本機關人事管理之建議及改進事項。
10.關於所屬機關有關人事案件之依法核辦事項。
11.關於人事調查統計資料之搜集事項。
12.關於銓敘機關交辦事項。
- 主計室[8]

1.本機關歲入、歲出概（預）算及決算之編報。
2.本機關歲入、歲出分配預算之編製。
3.本機關預算執行控管、經費流用及預算保留之申請。
4.本機關經管各類會計憑證之審核、編製及送審核銷事項。
5.本機關歲入、歲出類記帳憑證造具、登載會計簿籍，按期編製會計報告。
6.本機關財產類傳票之編製、統制帳之登載、財產增減結存表及月報表之審核與盤點等事項。
7.本機關員工薪餉、獎金、生活津貼、加班值班費、車票等表冊之審核。
8.本機關各項採購案之監標、監驗及書面審核事項。
9.本機關收容人給養領發表冊之審核。
10.本機關應收、應付、代收代付各款之審核清理及督促催收。
11.本機關各項經費收支擬議簽核事項。
12.本機關收容人統計業務之兼辦事項。
13.本機關現金、票據、不動產、物品及其他財產之收支保管情形定期不定期查核。
14.本機關會計文書之擬辦、核會、收發及歸檔。
15.本機關會計憑證、會計報告之保管、送審及歸檔。
16.本機關會計帳冊之保管及歸檔。
- 政風室[9]

1.關於本機關政風法令之擬訂事項。
2.關於本機關政風法令之宣導事。
3.關於本機關員工貪瀆不法之預防、發掘及處理檢舉事項。
4.關於本機關政風興革建議事項。
5.關於本機關政風考核獎懲建議事項。
6.關於本機關公務機密維護事項。
7.其他有關政風事項。
- 醫護室[10]

1.關於全院衛生之計畫設施及考核事項。
2.關於學生之健康診查、疾病醫療及傳染病防治事項。
3.關於學生心理健康測驗、生理檢查及智力測驗事項。
4.關於學生個案資料之研判及心理狀態之分析與鑑定事項。
5.關於學生心理衛生之指導與矯治事項。
6.關於藥品之調劑、儲備及醫療、檢驗器材之購買與管理事項。
7.關於病房管理事項。
8.關於學生疾病及死亡之呈報與通知事項。
- 校務會議
- 教務會議
- 輔導會議
- 訓導會議
- 學生累進處遇會議
- 學生申訴委員會議
- 學生獎學金審查會議

## 歷屆首長
| 任別 | 姓名       | 任職期間                       |
| ---- | ---------- | ------------------------------ |
| 1    | 張金銘     | 民國45年4月1日至46年8月20日    |
| 2    | 張書文     | 民國46年8月21日至54年4月4日    |
| 3    | 林國珍     | 民國54年4月5日至61年10月31日   |
| 4    | 曹起鵬     | 民國61年11月1日至62年10月14日  |
| 5    | 徐厚斌     | 民國62年10月15日至73年4月30日  |
| 6    | 宋白濤     | 民國73年5月1日至74年7月22日    |
| 7    | 易賢傑     | 民國74年7月23日至81年9月30日   |
| 8    | 黃榮瑞     | 民國81年10月1日至83年11月2日   |
| 9    | 劉奕順     | 民國83年11月3日至84年12月5日   |
| 10   | 陳金瑞     | 民國84年12月6日至90年2月15日   |
| 11   | 黃自博     | 民國90年2月16日至90年3月15日   |
| 12   | 陳耀謙代理 | 民國90年3月16日至91年5月31日   |
| 13   | 黃銘強代理 | 民國91年6月1日至92年6月15日    |
| 14   | 方恬文     | 民國92年6月16日至94年9月14日   |
| 15   | 黃書益     | 民國94年9月15日至96年7月29日   |
| 16   | 鄭美玉     | 民國96年7月30日至98年7月15日   |
| 17   | 林秋蘭     | 民國98年7月16日至103年1月15日  |
| 18   | 林志雄     | 民國103年1月16日至105年7月21日 |
| 19   | 蘇坤銘     | 民國105年7月22日至107年7月15日 |
| 20   | 劉嘉勝     | 民國107年7月16日至109年7月15日 |
| 21   | 邱量一     | 民國109年7月16日至110年4月26日 |
| 22   | 黃鴻禧     | 民國110年4月27日至110年7月31日 |
| 23   | 郭宗裕     | 民國110年8月1日迄今            |

## 外部連結
- 敦品中學 （繁體中文）（页面存档备份，存于）